# Hybanthus vatsavayae
Hybanthus vatsavayae är en violväxtart som beskrevs av C.S.Reddy. Hybanthus vatsavayae ingår i släktet Hybanthus och familjen violväxter. Inga underarter finns listade i Catalogue of Life.